# Invented
Invented es el séptimo álbum de estudio de la banda estadounidense de rock alternativo Jimmy Eat World y fue lanzado el 28 de septiembre de 2010 mediante Interscope Records. El primer sencillo del álbum fue "My Best Theory", lanzado el 10 de agosto de 2010 mediante descarga digital. Invented fue producido por Mark Trombino, que volvía a trabajar con la banda tras nueve años después de haber producido Static Prevails (1996), Clarity (1999) y Bleed American (2001).
Jimmy Eat World anunció que comenzarían a trabajar en este álbum en junio de 2008, un año después del lanzamiento de su anterior álbum de 2007, Chase This Light. Invented debutó en el quinto puesto de la lista estadounidense Billboard Rock Albums y en el undécimo puesto del Billboard 200, obteniendo, en general, buenas críticas por parte de los medios especializados.

## Antecedentes
Jimmy Eat World anunció por primera vez que estaban trabajando en su nuevo álbum tras Chase This Light en junio de 2008. En ese momento, Adkins comenzó a "mirar al azar fotografías de personas como Cindy Sherman y tratar de tomar diez y quince minutos y escribir todo lo que me vino a la mente sobre la imagen y el personaje. Más tarde, en el día, estaría trabajando en mis propias canciones, y algunas de las partes más interesantes de esas sesiones de escritura empezaron a aparecer". Adkins afirma que alrededor del 85-90% de las letras del álbum provienen de este experimento, y que la serie Sherman's Completely Untitled Film Still y Hannah Starkey Photographs 1997-2007, fueron influencias clave.
Mientras trabajaban en este nuevo material, la banda se embarcó en una "gira de aniversario" de diez años, celebrando el lanzamiento de su tercer álbum de estudio, Clarity. El vocalista y guitarrista Jim Adkins afirma que la gira no tuvo una influencia directa en el material que se publicará próximamente, pero señala que "fue un refuerzo de la confianza en general porque es un hecho sorprendente que diez años después todavía a la gente le gusten los discos que hicimos en los años 90".

## Grabación y composición
Durante la gira, la banda volvió a familiarizarse con el productor de Clarity, Mark Trombino, y decidió trabajar con él una vez más para su próximo álbum. Trombino también produjo el segundo álbum de estudio de la banda, Static Prevails (1996), y su éxito comercial, Bleed American (2001). Posteriormente, Jimmy Eat World comenzó a grabar pistas en su estudio casero y espacio de ensayo, Unidad 2 en Tempe, Arizona. Después de llevar las canciones "tan lejos" como pudieron, la banda las envió por correo electrónico a Trombino, que tenía su base en Los Ángeles. Jim Adkins comentó: "[Mark] haría una mezcla de eso y agregaría ideas de producción y así trabajábamos. [Él] es el mago de las computadoras, y la historia que tenemos trabajando con él no la tengo con nadie más, por lo que tenía sentido en el nivel de familiaridad y la facilidad de trabajo". Aunque la banda y Trombino pasaron poco tiempo juntos en el estudio, Trombino se unió a Jimmy Eat World "un par de veces", y Adkins viajó a Los Ángeles para unirse a Trombino durante el proceso de mezcla. Con respecto al proceso de grabación general, Adkins declaró: "Definitivamente, podría ver nuestro enfoque como un método de trabajo estándar en el futuro para mucha gente. Libera muchas de nuestras restricciones geográficas tanto para el productor como para la banda; no es solo alguien que está simplemente al lado".
El guitarrista y corista Tom Linton escribió y cantó las voces principales de "Action Needs an Audience", marcando su primera aparición vocal en once años. Adkins afirma que "la música de 'Action Needs a Audience' estuvo ahí por mucho tiempo. Estaba tratando de escribir letras para ella, pero no estaba contenta con nada de lo que se me ocurría. Tom siempre defendía esa canción como algo con lo que teníamos que seguir trabajando, así que todos decidimos que él debería intentar escribir letras para eso. Es genial. Creo que realmente funciona".
La cantante y compositora Courtney Marie Andrews proporcionó la voz de acompañamiento de cinco de las pistas del álbum. Adkins, quien conoció a Andrews a través de amigos comunes en Phoenix, Arizona, la describió como "extremadamente talentosa" y afirmó que es "muy versátil; puede cantar muy alto. Hay algunos lugares en el disco que sabía que quería una voz femenina [...] Ella vino, lo hizo y funcionó muy bien. La invité a trabajar en otras cosas que pensé que podrían ser interesantes para obtener más voces allí". Posteriormente, Andrews se unió a la banda de gira, con Adkins diciendo: "hay voces femeninas en la mayoría de nuestros discos, así que es bueno tener esa representación en vivo [...] Es agradable tenerla cerca para cubrir las cosas más importantes que no tengo normalmente en vivo".
Influido en las letras por los trabajos fotográficos de Cindy Sherman y Hannah Starkey, Adkins afirmó que cada canción tiene su propia "narrativa cerrada", remarcando que "el título del álbum, Invented, se refiere a una canción que siento que se suma al ambiente aquí, pero también podría tomarse más literalmente ya que este álbum es el más profundo en la escritura de personajes que hemos intentado hasta ahora". En el momento del lanzamiento, Adkins declaró: "Dado lo que sabemos acerca de hacer discos y lo que técnicamente podemos hacer, creo que es nuestro mejor trabajo hasta ahora. Tengo pocas quejas al respecto".

## Lanzamiento
El 10 de agosto de 2010, "My Best Theory" se lanzó como sencillo y se lanzó a la radio el 17 de agosto. Invented se lanzó el 28 de septiembre a través de Interscope Records. Al momento del lanzamiento, Invented incluyó cuatro imágenes individuales, diseñadas para parecerse a fotografías instantáneas de la cámara, fuera de las ilustraciones del CD estándar del álbum. "Coffee and Cigarettes" se lanzó a la radio el 23 de noviembre. En mayo y junio de 2011, el grupo realizó una gira por los Estados Unidos. Después de esto, el grupo apareció en el Festival de Glastonbury en el Reino Unido.

## Listado de canciones
Todas las canciones escritas y compuestas por Jimmy Eat World. 
| N.º   | Título                     | Duración |  |
| 1.    | «Heart Is Hard to Find»    | 3:18     |  |
| 2.    | «My Best Theory»           | 3:23     |  |
| 3.    | «Evidence»                 | 4:41     |  |
| 4.    | «Higher Devotion»          | 3:02     |  |
| 5.    | «Movielike»                | 3:50     |  |
| 6.    | «Coffee and Cigarettes»    | 3:46     |  |
| 7.    | «Stop»                     | 3:37     |  |
| 8.    | «Littlething»              | 4:07     |  |
| 9.    | «Cut»                      | 4:57     |  |
| 10.   | «Action Needs an Audience» | 2:45     |  |
| 11.   | «Invented»                 | 7:07     |  |
| 12.   | «Mixtape»                  | 6:32     |  |
| 51:05 |                            |          |  |

| Edición de lujo |                                            |          |  |
| N.º             | Título                                     | Duración |  |
| 13.             | «You & I» (versión de Wilco)               | 3:19     |  |
| 14.             | «Coffee and Cigarettes (acústico)»         | 3:45     |  |
| 15.             | «Precision Auto» (versión de Superchunk)   | 2:43     |  |
| 16.             | «Anais (demo)»                             | 3:19     |  |
| 17.             | «Mixtape (acústico) (exclusiva en iTunes)» | 3:16     |  |

| Edición japonesa |         |          |  |
| N.º              | Título  | Duración |  |
| 13.              | «Anais» | 3:36     |  |

## Acogida de la crítica
Invented recibió críticas positivas de la mayoría de los críticos de música. Muestreando dieciséis revisiones, el sitio web del agregador de reseñas Metacritic le dio al álbum una puntuación promedio ponderada de 68, que indica "revisiones generalmente favorables".
Al escribir para AbsolutePunk, Chris Fallon quedó muy impresionado con el álbum y recibió una puntuación del 93%. Fallon elogió el trabajo de producción de Mark Trombino: "Tomando elementos de Clarity de 1999 y Bleed American de 2001, Trombino fusiona rociados de producción electrónica con estructuras melódicas que contienen una naturaleza más oscura y cruda (muy parecida a Futures de 2004). La canción que da nombre al título del álbum y 'Mixtape' son magníficas ilustraciones de cuán talentoso Jimmy Eat World es: líneas de bajo ineludibles tragadas por percusión impactante que son envueltas por nubes de tormenta de trabajo dinámico de guitarra y melodía". Kyle Ryan de The A.V. Club también fue favorable en su revisión y le dio al álbum una calificación de "B+". Escribió: "las canciones cuentan con guitarras con un sonido enorme, como 'Evidence', 'Invented' y 'My Best Theory', cuya grueso fuzz recuerda a Smashing Pumpkins. Pero el 'Invented' de siete minutos dedica más tiempo a explorar un estado de ánimo más escaso, al igual que el más cercano de seis minutos, 'Mixtape'. Al final, Jimmy Eat World logra un equilibrio entre sus conceptos básicos (guitarras grandes y cantos pegadizos) y el crecimiento musical de los últimos 16 años. Invented es menos un volver a la forma que un compendio de lo que Jimmy Eat World hace tan bien".
El periodista de BBC Music, Mike Haydock, también elogió el álbum y escribió: "Jimmy Eat World siempre ha sido sentimental: tironean las cuerdas del corazón con melodías anhelantes que lo convierten en un sumiso. Pero, lo que es más importante, también saben rockear. Las guitarras acústicas en 'Heart Is Hard to Find' suenan nítidas y vitales; la melodía simple de 'Coffee and Cigarettes' se impulsa hacia adelante al traer el bajo a la mezcla; en un glorioso estallido de distorsión". Joshua Khan, de la revista Blare, otorgó cuatro de cinco estrellas en su artículo sobre el álbum; "Invented demuestra que la edad es simplemente un número que no obliga a un grupo a vacilar, sino que reinventa las mariposas nostálgicas y da forma a una balada acústica destinada a ser la próxima súplica de amor de la lluvia".
Ben Patashnik de Rock Sound otorgó al álbum una puntuación de ocho sobre diez. Tomó nota de la producción "barnizada", por lo que "es difícil enamorarse hasta que las escuchas repetidas desaten sus verdaderos encantos". Sin embargo, también agregó que "Coffee and Cigarettes" y la canción "Invented" se "desenrollan lentamente en el transcurso de unos días y, antes de que te des cuenta, parece que Jimmy Eat World nunca se fue". El escritor de Sputnikmusic, Mike Stagno, le otorgó al álbum una calificación "excelente" de 3½ sobre cinco. Explicó que "Invented reina en Jimmy Eat World después de Chase This Light. Todavía posee el mismo sentimiento acogedor y de bienestar, pero se expresa de manera más personal, y en este sentido es una escucha muy gratificante". La revista británica de rock Kerrang! galardonó con un "excelente" y cuatro K! y opinó: "Invented es un regreso a los picos creativos de antaño. Es un disco rico en sutilezas sonoras centelleantes, melodías atemporales y melodías épicas característicamente en capas".
Sin embargo, otras críticas fueron menos receptivas. En particular, Andrew Leahey de Allmusic solo premió al álbum con 2½ estrellas de cinco y criticó: "Invented, por más melodioso que sea, aún desempeña un papel extraño en la discografía de Jimmy Eat World, ya que no puede descubrir cómo trascender un género; uno que Jimmy Eat World ayudó a inventar". El escritor de la revista Spin Mikael Wood le otorgó al álbum seis de diez y escribió que "incluso los destacados (como "Coffee and Cigarettes") están empezando a sentirse un poco por los números". Jonathan Keefe de Slant Magazine le dio al álbum dos estrellas y media de cinco y lamentó su masterización diciendo: "Desafortunadamente, Invented es otro álbum que ha perdido la llamada guerra de la sonoridad. Cada elemento del álbum, desde las guitarras principales hasta las voces de armonía femeninas en la canción del título, se presenta para ser tan fuerte como todo lo demás, y el resultado es sofocante". Ash Dosanjh de NME dijo que el álbum "ciertamente no se aleja mucho de sus sensibilidades emocionales pasadas".

## Listas de éxitos
| Lista                        | Máxima posición |
| ---------------------------- | --------------- |
| Australian Albums Chart      | 20              |
| Canadian Albums Chart        | 22              |
| Canadian Alternative Albums  | 5               |
| UK Albums Chart              | 29              |
| Billboard 200                | 11              |
| Billboard Alternative Albums | 2               |
| Billboard Rock Albums        | 3               |

## Créditos
Jimmy Eat World
- Jim Adkins – cantante, guitarra
- Rick Burch – bajo, coros
- Zach Lind – batería, percusión
- Tom Linton – guitarra, coros

Personal adicional
- Courtney Marie Andrews – coros en "Heart Is Hard to Find", "Movielike", "Coffee and Cigarettes", "Cut" y "Invented"[42]
- Rachel Haden – coros en "Stop"